# Urban X Awards
Les Urban X Awards (anciennement Urban Spice Awards) sont des récompenses cinématographiques américaines destinées à l'industrie du film pornographique et destinées aux producteurs, réalisateurs, agences et entreprises produisant de la pornographie black, latino, asiatique et interraciale.

## Historique
Créées en 2008 par le réalisateur Giana Taylor, ces récompenses étaient alors nommées 'Urban Spice Awards. Les récompenses sont données après les votes des fans sur le site web, puis décernées dans une salle à Los Angeles. La première cérémonie s'est déroulée le 8 juin 2008, et Olivia O'Lovely et Sean Michaels en étaient les invités d'honneur.